# چسپیریتو
روبرتو گومس بولانیوس (اسپانیایی: Roberto Gómez Bolaños‎؛ ۲۱ فوریهٔ ۱۹۲۹ – ۲۸ نوامبر ۲۰۱۴)، مشهور به چسپیریتو (اسپانیایی: Chespirito‎) یا «شکسپیر کوچولو» یک کمدین، تهیه‌کننده فیلم، فیلم‌نامه‌نویس، کارگردان فیلم، آهنگساز، هنرپیشه، نویسنده، و ترانه‌سرای اهل مکزیک بود.
از فیلم‌ها یا برنامه‌های تلویزیونی که وی در آن نقش داشته‌است می‌توان به ال چاوو دل اوچو اشاره کرد.